# Tsead Bruinja
Tsead Bruinja, né le 17 juillet 1974 à Rinsumageast (Rinsumageest en néerlandais), un village d’environ mille habitants situé dans le nord de la Frise, aux Pays-Bas, est un poète et traducteur néerlandais. Il écrit en frison et en néerlandais.

## Biographie
Après avoir achevé ses études secondaires à Kollum, en Frise, Tsead Bruinja s'inscrit à l’Université de Groningue, où il entreprend des études d'anglais et de frison et obtient une licence ès-lettres en 2006. Il écrit des poèmes en anglais, s'occupe de l’organisation de diverses manifestations littéraires et collabore en tant que critique littéraire à divers journaux et revues (Trouw, Awater), à des sites littéraires sur internet (Ietsmetboeken, Boeken.vpro.nl) ainsi qu’à des émissions de radio consacrées à la poésie. Il participe également à des festivals de poésie tant aux Pays-Bas (notamment à Poetry International à Rotterdam et à Winternachten à La Haye) qu’à l’étranger (Allemagne, Angleterre, Belgique, Indonésie…), et se produit à plusieurs reprises sur scène, où il dit ses poèmes accompagné d'artistes vidéo et de musiciens (hip-hop, rap, flamenco…). Tsead Bruinja est membre de l'Association des écrivains frisons (it Skriuwersboun), fondée en 1969, et de plusieurs jurys de prix littéraires. Il vit aujourd’hui à Amsterdam. De 2019 à 2021, il est "poète national" (Dichter des Vaderlands) des Pays-Bas.

## Œuvres
Tsead Bruinja est l’auteur de cinq recueils de poèmes en frison et de huit autres en néerlandais. Il fait ses premières armes poétiques dans des revues (Hjir, Krakatau, Farsk, De Poëziekrant, Parmentier) et collabore pendant deux ans à la rédaction de la revue littéraire frisonne Hjir.
Il publie à compte d’auteur, à la fin des années 1990, deux volumes de poèmes en néerlandais, Vreemdgaan (Adultère) et Startschot (Signal du départ), ce dernier en collaboration. Il commence à écrire en frison en 1999. Son premier recueil dans cette langue, De wizers yn it read (Les aiguilles dans le rouge), paraît en 2000 aux éditions Bornmeer à Gorredijk (De Gordyk en frison). 
Une anthologie consacrée à "la première génération de poètes du XXIè siècle" publie en 2001 des poèmes de Tsead Bruinja et en 2003, les éditions Contact, à Amsterdam, publient son premier recueil en langue néerlandaise, Dat het zo hoorde (Bien comme il faut), sélectionné pour le prix Jo-Peters, puis un deuxième l’année suivante, Batterij. Le troisième, Bang voor de bal (Peur du ballon), paraît en 2007 aux éditions Cossee, toujours à Amsterdam. 
En 2004, Tsead Bruinja rédige avec Hein Jaap Hilarides une anthologie bilingue de la nouvelle poésie frisonne intitulée Droom in blauwe regenjas/Dream yn blauwe reinjas (Rêve en imperméable bleu) et publiée conjointement par Contact et Bornmeer.
En 2004 et 2005, il publie avec Daniël Dee aux éditions Passage, à Groningue, une anthologie de la poésie néerlandaise contemporaine en deux volumes : Kutgedichten (Poèmes à la con) et Klotengedichten (Poèmes de mes deux). Les titres de ces deux recueils renvoient explicitement au thème de cette anthologie "en 69 et quelques poèmes", à savoir les organes génitaux féminins et masculins.
En 2008, Tsead Bruinja publie en format tabloïd chez Bornmeer Angel (Dard), un nouveau recueil de poèmes en langue frisonne accompagnés de leur traduction en néerlandais et illustrés par divers artistes.
Toujours en 2008, paraît chez Cossee De Geboorte van het zwarte paard/De berte fan it swarte hynder (en français La naissance du cheval noir), un choix de ses poèmes en langue frisonne, que Tsead Bruinja traduit lui-même en néerlandais. Le chanteur et peintre Herman van Veen a réalisé plusieurs tableaux à partir de poèmes figurant dans cette anthologie.
En 2010, Tsead Bruinja publie Overwoekerd et en 2013, un recueil bilingue frison-néerlandais accompagné d'un cd, Stofzuigerzangers/Stofsûgersjongers aux éditions Stichting Afûk
En 2015 paraît chez Cossee son sixième recueil de poèmes en néerlandais, Binnenwereld buitenwijk natuurlijke omstandigheden.
La poésie de Tsead Bruinja traite de thèmes divers tels que le temps qui passe, des membres de sa famille (auxquels sont consacrés plusieurs de ses poèmes en frison), la mort, la langue. Dans un entretien récent, Tsead Bruinja confie que pour lui, tout au moins à ses débuts, le frison était la langue de l'intime, celle dans laquelle il écrivait sur ses parents et ses grands-parents, alors qu'il voit le néerlandais davantage comme une langue dans laquelle il tente des expériences sur le plan de l'écriture et s'ouvre au monde extérieur.
Interrogé sur ses influences littéraires et musicales, il cite pêle-mêle les noms de poètes américains comme Walt Whitman, Allen Ginsberg et John Ashbery, mais aussi celui de la Canadienne Anne Carson, de Rodaan Al Galidi et Mowaffk Al-Sawad (deux poètes irakiens vivant aux Pays-Bas), de Pablo Neruda ou de Carlos Drummond de Andrade, de chanteurs comme Peter Gabriel et Paul Simon et de groupes anglais tels que Dire Straits et Marillion.

## Tsead Bruinja en traduction
Outre le néerlandais, on trouve des poèmes de Tsead Bruinja en afrikaans traduits par Charl-Pierre Naudé (dans la revue Fragmente et dans Lina Spies et Floris Brown, Ontheemdes Breedevallei Digters, vol. 2), en allemand (dans les revues STINT - Zeitschrift für Literatur no 27, Brême 2000, et Park - Zeitschrift für Neue Literatur no 61, Berlin 2005), en anglais (dans Visions International no 67, Fredericksburg, États-Unis, et Mantis - Journal of Poetry, Criticism & Translation, 2006, traduits par David Colmer et Willem M. Groenewegen), en arabe (traduits par Mowaffk Al-Sawad dans Ahdaq, Amsterdam 2004), en indonésien (traduits par Linde Voûte à l'occasion du festival de poésie de Jakarta en 2006), en slovène, dans la revue Mentor 1-2, Ljubljana 2006, et en espagnol (traduits par Diego Puls à l'occasion du XIème Festival international de poésie de Granada (Nicaragua) en 2015).
En France, l'Institut néerlandais a organisé en 2007 à Paris une manifestation consacrée à la poésie frisonne contemporaine, à laquelle participait notamment Tsead Bruinja (en compagnie de Tsjêbbe Hettinga et d'Albertina Soepboer). On trouve des poèmes de lui en traduction française dans les revues Action Poétique (no 182, décembre 2005, traduits par Kim Andringa) et Septentrion (no 3/2007, traduits par Jozef Deleu).
Des traductions de poèmes de Tsead Bruinja en polonais sont disponibles à l'adresse www.tseadbruinja.nl/polish.htm

## Sources et liens externes
- Daniël Dee Vanuit de lucht - De eerste generatie dichters van de 21e eeuw, Passage, Groningue 2001
- site du Centre d'information sur la littérature frisonne http://www.tresoar.nl/mmtresoar/frameset.jsp?lang=nl
- site de Tsead Bruinja http://www.tseadbruinja.nl (en frison, en néerlandais et dans une douzaine d’autres langues, dont le français)
- site de l'Association des écrivains frisons (Skriuwersboun) http://www.skriuwersboun.nl
- entretien (en anglais) avec Tsead Bruinja réalisé par Thomas Möhlmann http://netherlands.poetryinternationalweb.org/piw_cms/cms/cms_module/index.php?obj_id=9948